# Santa Teresa de la Uña
Santa Teresa de la Uña är en ort i Mexiko.   Den ligger i kommunen Nazas och delstaten Durango, i den centrala delen av landet, 800 km nordväst om huvudstaden Mexico City. Santa Teresa de la Uña ligger 1 226 meter över havet och antalet invånare är 582.
Terrängen runt Santa Teresa de la Uña är varierad. Runt Santa Teresa de la Uña är det mycket glesbefolkat, med 5 invånare per kvadratkilometer. Närmaste större samhälle är Nazas, 13,7 km väster om Santa Teresa de la Uña. Trakten runt Santa Teresa de la Uña består till största delen av jordbruksmark.